# Carlo Facetti

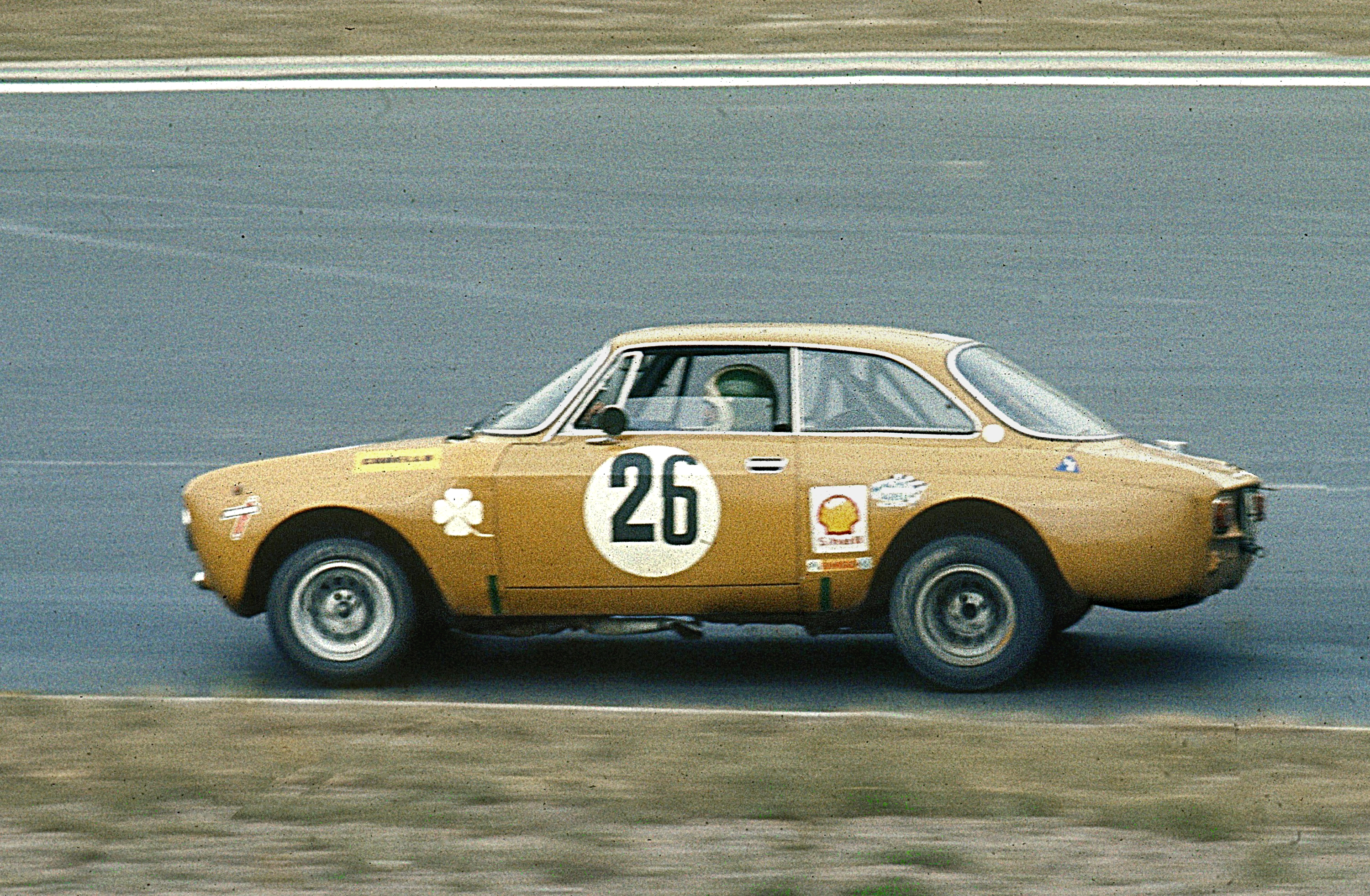
Facetti in actie

Carlo Facetti (Cormano, 26 juni 1935) is een voormalig Formule 1-coureur uit Italië. Hij reed 1 Grand Prix, de Grand Prix van Italië van 1974 voor het team Scuderia Finotto.